# Morti l'11 agosto
| Questa pagina contiene informazioni ricavate automaticamente dalle voci biografiche con l'ausilio del template Bio e di un bot. L'aggiornamento è periodico e automatico e ricostruisce completamente la pagina. Se manca una persona in questa lista, sei pregato di non aggiungerla, ma accertati piuttosto che la sua voce biografica contenga il template Bio e che i dati anagrafici siano correttamente compilati. Se il template Bio manca, inseriscilo tu stesso o, in alternativa, metti l'avviso {{tmp\|Bio}} che ne segnala la mancanza. Se i dati riportati sono sbagliati, correggi direttamente la voce biografica; le modifiche saranno visibili in questa lista entro pochi giorni. Per chiarimenti vedi il progetto biografie. La lista contiene solo le 460 persone che sono citate nell'enciclopedia e per le quali è stato implementato correttamente il template Bio. Pagina aggiornata al 17 ago 2025. |

## III secolo(1)
- 294 - Susanna di Roma, romana (n. 280)

## V secolo(1)
- 490 - Pierio, militare italiano

## VII secolo(1)
- 612 - Aj Ne' Yohl Mat, sovrano maya

## VIII secolo(1)
- 792 - San Jaenbert, abate e vescovo inglese

## IX secolo(1)
- 897 - Goffredo il Villoso, nobile

## X secolo(2)
- 976 - Pietro IV Candiano, politico italiano
- 979 - Gerone di Alsleben, nobile tedesco

## XI secolo(2)
- 1002 - Almanzor
- 1070 - Gerardo di Lorena, conte

## XII secolo(3)
- 1171 - Luigi I di Loon, nobile tedesco
- 1180 - Guglielmo di Sens, architetto francese
- 1184 - Ermengol VII di Urgell, conte

## XIII secolo(6)
- 1204 - Guttorm I di Norvegia, re (n. 1199)
- 1212 - Beatrice di Svevia, principessa sveva (n. 1198)
- 1253 - Chiara d'Assisi, religiosa italiana (n. 1194)
- 1259 - Munke, condottiero mongolo (n. 1209)
- 1268 - Agnese di Faucigny, nobildonna francese
- 1283 - Bianca di Navarra, principessa (n. 1226)

## XIV secolo(4)
- 1332 - Robert Bruce, signore di Liddesdale, nobile scozzese
- 1332 - Donald II, conte di Mar, nobile scozzese
- 1332 - Alexander Fraser, nobile e cavaliere medievale scozzese
- 1365 - Bartolomeo Papazzurri, arcivescovo cattolico italiano

## XV secolo(11)
- 1424 - Pietro Morosini, cardinale italiano
- 1445 - Alberto Alberti, cardinale e vescovo cattolico italiano (n. 1386)
- 1456 - Giovanni Hunyadi, condottiero e politico ungherese
- 1464 - Nicola Cusano, cardinale, teologo e filosofo tedesco (n. 1401)
- 1472 - János Vitéz, arcivescovo cattolico, umanista e cardinale ungherese (n. 1408)
- 1476 - Margherita d'Este, nobile italiano (n. 1411)
- 1477 - Latino di Carlo Orsini, cardinale italiano (n. 1411)
- 1480 - Stefano Pendinelli, arcivescovo cattolico italiano (n. 1403)
- 1480 - Francesco Zurolo, militare italiano
- 1485 - Pietro Foscari, cardinale italiano
- 1494 - Hans Memling, pittore tedesco

## XVI secolo(11)
- 1501 - Ulrich von Frundsberg, militare tedesco
- 1508 - Nefone II di Costantinopoli, arcivescovo ortodosso greco
- 1519 - Johann Tetzel, religioso tedesco (n. 1465)
- 1522 - Martin Siebenbürger, giurista e politico austriaco
- 1535 - Giovanni Mauro d'Arcano, poeta italiano
- 1537 - Diego Ramírez de Fuenleal, vescovo cattolico spagnolo (n. 1459)
- 1549 - Ottone I di Brunswick-Harburg, nobile tedesco (n. 1495)
- 1564 - Nagao Masakage, militare giapponese (n. 1526)
- 1564 - Usami Sadayuki, militare giapponese (n. 1489)
- 1578 - Pedro Nunes, matematico, cosmografo e cartografo portoghese (n. 1502)
- 1596 - Gonzalo Argote de Molina, storico spagnolo (n. 1548)

## XVII secolo(17)
- 1601 - Johannes Heurnius, medico e naturalista olandese (n. 1543)
- 1602 - Sebastiano Vini, pittore italiano
- 1610 - Girolamo Pamphili, cardinale italiano (n. 1545)
- 1614 - Lavinia Fontana, pittrice italiana (n. 1552)
- 1633 - Jacopo Peri, compositore, organista e tenore italiano (n. 1561)
- 1634 - Federico Ulrico di Brunswick-Lüneburg, nobile (n. 1591)
- 1643 - Giuseppe Ripamonti, presbitero e storico italiano (n. 1573)
- 1646 - Giovanni Domenico Spinola, cardinale e arcivescovo italiano (n. 1579)
- 1654 - Peter Franchoijs, pittore fiammingo (n. 1606)
- 1654 - Virgilio Malvezzi, scrittore, militare e politico italiano (n. 1595)
- 1656 - Ottavio Piccolomini, generale italiano (n. 1599)
- 1668 - Johann Marquart, giurista tedesco (n. 1610)
- 1673 - Edward Spragge, ammiraglio irlandese (n. 1629)
- 1680 - Giacomo Filippo Nini, cardinale italiano (n. 1629)
- 1683 - Girolamo Borgia il giovane, scrittore, poeta e vescovo cattolico italiano (n. 1633)
- 1685 - Francesco Antonio Gallo, vescovo cattolico e nobile italiano (n. 1611)
- 1697 - John Hay, I marchese di Tweeddale, nobile scozzese (n. 1625)

## XVIII secolo(14)
- 1712 - Maddalena Sibilla d'Assia-Darmstadt, nobile tedesca (n. 1652)
- 1726 - Emilio Giacomo Cavalieri, vescovo cattolico italiano (n. 1663)
- 1728 - William Sherard, botanico inglese (n. 1659)
- 1731 - Francesco Paolo Nicolai, arcivescovo cattolico italiano (n. 1657)
- 1736 - Filippo d'Assia-Darmstadt, nobile tedesco (n. 1671)
- 1741 - Maria Anna di Borbone-Condé, principessa francese (n. 1697)
- 1744 - Sforza Giuseppe Sforza Cesarini, militare e ambasciatore italiano (n. 1705)
- 1755 - Francesco Agostino Dalla Chiesa, vescovo cattolico italiano (n. 1717)
- 1768 - Peter Collinson, botanico inglese (n. 1694)
- 1768 - John Huxham, medico britannico (n. 1692)
- 1770 - Gennaro Carmignano, vescovo cattolico italiano (n. 1702)
- 1778 - Augustus M. Toplady, predicatore e poeta inglese (n. 1740)
- 1785 - Marie-Joseph Peyre, architetto francese (n. 1730)
- 1798 - Joseph Kinsky von Wchinitz und Tettau, principe austriaco (n. 1751)

## XIX secolo(50)
- 1801 - Félix María Samaniego, poeta spagnolo (n. 1745)
- 1802 - Domenico Luigi Batacchi, scrittore italiano (n. 1748)
- 1803 - Giovanni Nepomuceno Carlo di Hohenzollern-Hechingen, vescovo cattolico polacco (n. 1732)
- 1805 - Jacques-Charles de Fitz-James, generale francese (n. 1743)
- 1807 - Szymon Bogumił Zug, architetto tedesco (n. 1733)
- 1808 - Clément-Pierre Marillier, incisore e disegnatore francese (n. 1740)
- 1814 - Lorenzo Baini, compositore italiano (n. 1740)
- 1818 - Lorenzo Prospero Bottini, cardinale italiano (n. 1737)
- 1820 - János Lavotta, compositore ungherese (n. 1764)
- 1822 - Samuel Auchmuty, generale britannico (n. 1756)
- 1824 - Marie François Rouyer, militare francese (n. 1765)
- 1825 - Franz Egon von Fürstenberg, vescovo cattolico tedesco (n. 1737)
- 1827 - Innocenzo Maria Liruti, vescovo cattolico e teologo italiano (n. 1741)
- 1832 - Claude-Antoine Prieur-Duvernois, ingegnere e politico francese (n. 1763)
- 1843 - Nicola Giuseppe Ugo, arcivescovo cattolico italiano (n. 1775)
- 1846 - Imperatrice Yoshiko, imperatrice giapponese (n. 1779)
- 1850 - Atiye Sultan, principessa ottomana (n. 1824)
- 1851 - Mulraj Chopra, politico indiano (n. 1814)
- 1851 - Lorenz Oken, naturalista, biologo e filosofo tedesco (n. 1779)
- 1854 - Alexandre Langlois, orientalista e traduttore francese (n. 1788)
- 1854 - Macedonio Melloni, fisico e patriota italiano (n. 1798)
- 1855 - Carlo Giarelli, politico italiano (n. 1815)
- 1860 - Francesco Stabile, compositore italiano (n. 1801)
- 1861 - Catherine Hayes, soprano irlandese (n. 1818)
- 1866 - Annibale Ranuzzi, geografo e patriota italiano (n. 1810)
- 1866 - Raffaello Sernesi, pittore e patriota italiano (n. 1838)
- 1867 - Lodovico Altieri, cardinale italiano (n. 1805)
- 1867 - Salvatore Murena, magistrato e politico italiano (n. 1805)
- 1868 - Jacques-Aimé Meffre, architetto e archeologo francese (n. 1795)
- 1868 - Thaddeus Stevens, politico statunitense (n. 1792)
- 1869 - Théodore Anne, drammaturgo, librettista e romanziere francese (n. 1797)
- 1872 - Lowell Mason, organista e compositore statunitense (n. 1792)
- 1872 - Andrew Smith, chirurgo, naturalista e esploratore scozzese (n. 1797)
- 1874 - Giuseppe Sogni, pittore italiano (n. 1795)
- 1875 - Bedřich Bloudek, militare ceco (n. 1815)
- 1875 - William Alexander Graham, politico statunitense (n. 1804)
- 1879 - Luigi Biraghi, presbitero italiano (n. 1801)
- 1881 - Jane Digby, nobildonna inglese (n. 1807)
- 1883 - Édouard Louis Dubufe, pittore francese (n. 1819)
- 1884 - Albert Dumont, grecista e archeologo francese (n. 1842)
- 1884 - Cornelius Jabez Hughes, fotografo e scrittore britannico (n. 1819)
- 1884 - Isidoro Maggi, politico, avvocato e imprenditore italiano (n. 1840)
- 1884 - James Malcolm Rymer, scrittore britannico (n. 1814)
- 1886 - Pietro Fumel, militare italiano (n. 1821)
- 1886 - Lydia Koidula, poetessa estone (n. 1843)
- 1890 - John Henry Newman, cardinale, teologo e filosofo inglese (n. 1801)
- 1892 - Enrico Betti, matematico italiano (n. 1823)
- 1894 - Manuel Colmeiro y Penido, economista, storico e politico spagnolo (n. 1818)
- 1897 - Antolín Monescillo y Viso, cardinale e arcivescovo cattolico spagnolo (n. 1811)
- 1897 - Roberto Pasca, militare italiano (n. 1821)

## XX secolo(206)
- 1901 - Francesco Crispi, politico e militare italiano (n. 1818)
- 1902 - Henry Louis Champy, operaio e attivista francese (n. 1846)
- 1905 - Wilhelm Oncken, storico tedesco (n. 1838)
- 1908 - Heinrich von Siebold, antropologo e traduttore tedesco (n. 1852)
- 1911 - Verner Clarges, attore inglese (n. 1846)
- 1912 - Aleksej Sergeevič Suvorin, editore, giornalista e scrittore russo (n. 1834)
- 1912 - Mauro Turrisi, imprenditore e politico italiano (n. 1856)
- 1914 - Emil Fischer, basso-baritono tedesco (n. 1838)
- 1915 - Heinrich Brunner, storico austriaco (n. 1840)
- 1915 - Adolfo Fernández Casanova, architetto spagnolo (n. 1843)
- 1915 - Domenico Costantino, scultore italiano (n. 1840)
- 1916 - Mario Giuriati, calciatore e militare italiano (n. 1895)
- 1916 - Guido San Martino Valperga, politico italiano (n. 1834)
- 1917 - Vladimir Gaćinović, saggista e rivoluzionario bosniaco (n. 1890)
- 1918 - Luigi Majnoni d'Intignano, politico italiano (n. 1841)
- 1918 - Hans Martin Pippart, militare e aviatore tedesco (n. 1888)
- 1919 - Andrew Carnegie, imprenditore e filantropo scozzese (n. 1835)
- 1919 - Franz Nissl, neurologo tedesco (n. 1860)
- 1919 - Giovanni Ravelli, motociclista e aviatore italiano (n. 1887)
- 1920 - Augusto Baldesi, vigile del fuoco italiano
- 1920 - Vincenzo Sardi di Rivisondoli, arcivescovo cattolico italiano (n. 1855)
- 1921 - Alberto Acquacalda, militare e attivista italiano (n. 1898)
- 1921 - Emil Knoevenagel, chimico tedesco (n. 1865)
- 1921 - Ferruccio Marzari, militare e aviatore italiano (n. 1894)
- 1922 - Umberto Valenti, mafioso italiano (n. 1891)
- 1924 - Franz Heinrich Schwechten, architetto tedesco (n. 1841)
- 1925 - James Douglas Ogilby, ittiologo e erpetologo britannico (n. 1853)
- 1930 - Edward Angle, dentista statunitense (n. 1855)
- 1931 - Linda Loredo, attrice statunitense (n. 1907)
- 1932 - Jan Trojgo, presbitero bielorusso (n. 1881)
- 1936 - Hermann Guthe, ebraista, linguista e teologo tedesco (n. 1849)
- 1936 - Blas Infante, politico e scrittore spagnolo (n. 1885)
- 1937 - Edith Wharton, scrittrice e poetessa statunitense (n. 1862)
- 1937 - Zino Zini, scrittore e filosofo italiano (n. 1868)
- 1938 - Corrado Baccarini, aviatore italiano (n. 1914)
- 1939 - Jean Bugatti, ingegnere e imprenditore italiano (n. 1909)
- 1939 - Alfredo Corradini, chimico e imprenditore italiano (n. 1866)
- 1939 - Siegfried Flesch, schermidore austriaco (n. 1872)
- 1939 - Agnes Goodsir, pittrice australiana (n. 1864)
- 1939 - Alphonse Osbert, pittore francese (n. 1857)
- 1940 - Nicolás Rodríguez Carrasco, generale e politico messicano (n. 1890)
- 1940 - Donald Cobden, rugbista a 15 e aviatore neozelandese (n. 1914)
- 1940 - Tommaso Porcelli, militare italiano (n. 1916)
- 1941 - Herbert Adamski, canottiere tedesco (n. 1910)
- 1941 - Alessandro Ajmone Marsan, dirigente sportivo, imprenditore e calciatore italiano (n. 1884)
- 1941 - Alfredo Santino Lutri, militare italiano (n. 1918)
- 1942 - Carolina Amari, educatrice e filantropa italiana (n. 1866)
- 1943 - Hermann Kreß, generale tedesco (n. 1895)
- 1943 - Antonio Passarelli, generale italiano (n. 1887)
- 1943 - Viktor Alekseevič Savin, poeta e drammaturgo sovietico (n. 1888)
- 1944 - Carlo Castellani, calciatore italiano (n. 1909)
- 1944 - Pietro Chesi, ciclista su strada italiano (n. 1902)
- 1944 - Francesco Federico Falco, medico italiano (n. 1866)
- 1944 - Livia Gereschi, insegnante italiana (n. 1910)
- 1944 - Hideyoshi Obata, generale giapponese (n. 1890)
- 1944 - Giuseppe Signore, vescovo cattolico italiano (n. 1872)
- 1945 - Agostino Bellandi, ciclista su strada italiano (n. 1907)
- 1945 - Erwin Ding-Schuler, medico e chirurgo tedesco (n. 1912)
- 1946 - Giuseppe Pietri, compositore italiano (n. 1886)
- 1947 - Aldo Caprani, avvocato e politico italiano (n. 1899)
- 1949 - Kiki Palmer, attrice italiana (n. 1907)
- 1949 - Maurice Tornay, religioso svizzero (n. 1910)
- 1949 - Karl Weigl, compositore e pianista austriaco (n. 1881)
- 1951 - Alfredo Felici, avvocato e politico italiano (n. 1868)
- 1951 - Melbourne Inman, giocatore di snooker inglese (n. 1878)
- 1952 - Gioachino Oleotti, partigiano italiano (n. 1908)
- 1952 - Alfredo Sassi, scultore italiano (n. 1869)
- 1953 - Ettore Bignone, filologo classico e letterato italiano (n. 1879)
- 1953 - John Horne Burns, scrittore e militare statunitense (n. 1916)
- 1953 - Tazio Nuvolari, pilota automobilistico e pilota motociclistico italiano (n. 1892)
- 1954 - Bernhard Gerhard Hilhorst, missionario e vescovo cattolico olandese (n. 1895)
- 1954 - Murray Kinnell, attore britannico (n. 1889)
- 1954 - Miriam Nesbitt, attrice statunitense (n. 1873)
- 1954 - Santo Trafficante Sr., mafioso italiano (n. 1886)
- 1955 - Bert Freeman, calciatore inglese (n. 1885)
- 1955 - Robert Williams Wood, fisico e inventore statunitense (n. 1868)
- 1956 - Ezio Camussi, compositore italiano (n. 1877)
- 1956 - André Lemierre, batteriologo e medico francese (n. 1875)
- 1956 - Giovanni Losavio, compositore e direttore d'orchestra italiano (n. 1872)
- 1956 - Minčo Nejčev, politico bulgaro (n. 1887)
- 1956 - Jackson Pollock, pittore statunitense (n. 1912)
- 1957 - Norman Boyd Kinnear, zoologo britannico (n. 1882)
- 1957 - Rudolf Weigl, biologo polacco (n. 1883)
- 1958 - Nikolaj Aleksandrovič Kulikovskij, ufficiale russo (n. 1881)
- 1958 - Enrico Pea, poeta, scrittore e drammaturgo italiano (n. 1881)
- 1958 - Paula Winkler, scrittrice tedesca (n. 1877)
- 1959 - Georges Hatot, regista e sceneggiatore francese (n. 1876)
- 1959 - David Pinski, scrittore e sceneggiatore russo (n. 1872)
- 1960 - Enzo Grossi, militare italiano (n. 1908)
- 1960 - Ljubomir Marić, generale e politico serbo (n. 1878)
- 1961 - Ion Barbu, poeta e matematico rumeno (n. 1895)
- 1961 - Elvira Betrone, attrice italiana (n. 1881)
- 1961 - Arturo Marpicati, scrittore e politico italiano (n. 1891)
- 1963 - Clem Bevans, attore statunitense (n. 1880)
- 1963 - Serafino Marchionni, monaco cristiano e inventore italiano (n. 1875)
- 1963 - Konstantin Nassonov, attore sovietico (n. 1895)
- 1963 - Giuseppe Terragni, politico italiano (n. 1902)
- 1963 - Otto Wahle, nuotatore austriaco (n. 1879)
- 1964 - Mario D'Annunzio, politico italiano (n. 1884)
- 1965 - Harald Halvorsen, ginnasta norvegese (n. 1878)
- 1965 - Ethel Thomson Larcombe, tennista e giocatrice di badminton britannica (n. 1879)
- 1966 - Ettore Bellotto, ginnasta italiano (n. 1895)
- 1966 - Peg Leg Howell, cantante e chitarrista statunitense (n. 1888)
- 1966 - Gastone Simoni, scrittore italiano (n. 1899)
- 1967 - Marguerite Bertsch, sceneggiatrice e regista statunitense (n. 1889)
- 1967 - Gino Buzzanca, attore italiano (n. 1912)
- 1968 - Emilio Betti, giurista e storico italiano (n. 1890)
- 1968 - Shmuel Dayan, politico israeliano (n. 1891)
- 1968 - Jan Łazarski, pistard polacco (n. 1892)
- 1969 - Una Lucy Fielding, anatomista e neurologa australiana (n. 1888)
- 1969 - George E. Stratemeyer, generale statunitense (n. 1890)
- 1970 - Giovanni Polvani, fisico italiano (n. 1892)
- 1970 - Franz Alfred Schilder, biologo tedesco (n. 1896)
- 1971 - Mario Bussich, calciatore italiano (n. 1898)
- 1971 - John Burton Cleland, patologo e naturalista australiano (n. 1878)
- 1971 - Adolfo Giaquinto, magistrato, avvocato e politico italiano (n. 1878)
- 1971 - Vladïmïr Lïsïcın, calciatore sovietico (n. 1938)
- 1972 - Teresa Franchini, attrice italiana (n. 1877)
- 1972 - Józef Lange, pistard polacco (n. 1897)
- 1972 - Gaetano Marzotto, imprenditore e mecenate italiano (n. 1894)
- 1972 - Rose Schneiderman, attivista statunitense (n. 1882)
- 1972 - Max Theiler, medico sudafricano (n. 1899)
- 1972 - William Webb, avvocato australiano (n. 1887)
- 1973 - Peggie Castle, attrice statunitense (n. 1927)
- 1973 - Ichirō Sugai, attore giapponese (n. 1907)
- 1973 - Giorgio William Vizzardelli, serial killer italiano (n. 1922)
- 1973 - Karl Ziegler, chimico tedesco (n. 1898)
- 1974 - Compton Bennett, regista britannico (n. 1900)
- 1974 - Fusako Kitashirakawa, principessa giapponese (n. 1890)
- 1974 - Jan Tschichold, tipografo, scrittore e designer tedesco (n. 1902)
- 1975 - Alfred Lee Loomis, banchiere e scienziato statunitense (n. 1887)
- 1975 - Anthony McAuliffe, generale statunitense (n. 1898)
- 1975 - Dagoberto Ortensi, ingegnere italiano (n. 1902)
- 1975 - Renzo Pecco, chirurgo e canottiere italiano (n. 1900)
- 1975 - Howard Wendell, attore statunitense (n. 1908)
- 1976 - Giovanni Gozzi, lottatore italiano (n. 1902)
- 1977 - Otto Andersson, calciatore svedese (n. 1910)
- 1977 - Walenty Musielak, calciatore polacco (n. 1913)
- 1977 - Frederic Calland Williams, ingegnere inglese (n. 1911)
- 1978 - Angelo Bredo, calciatore italiano (n. 1915)
- 1978 - Mario Varglien, calciatore e allenatore di calcio italiano (n. 1905)
- 1979 - Michail An, calciatore sovietico (n. 1952)
- 1979 - James Gordon Farrell, scrittore britannico (n. 1935)
- 1979 - Vladimir Fëdorov, calciatore sovietico (n. 1956)
- 1979 - Georgij Vasil'evič Florovskij, teologo russo (n. 1893)
- 1979 - Antonina Makarova, criminale di guerra russa (n. 1920)
- 1980 - Adele Bonolis, attivista italiana (n. 1909)
- 1980 - Ippolito Cortellessa, militare italiano (n. 1930)
- 1980 - Pietro Cuzzoli, militare italiano (n. 1949)
- 1980 - Willi Forst, regista, attore e cantante austriaco (n. 1903)
- 1980 - Mario Ghisalberti, librettista italiano (n. 1902)
- 1980 - Nicola Reale, magistrato italiano (n. 1901)
- 1981 - Valentine Tessier, attrice francese (n. 1892)
- 1982 - Tom Drake, attore statunitense (n. 1918)
- 1982 - Bruno Frankewitz, generale tedesco (n. 1897)
- 1982 - Paolo Giaccone, medico italiano (n. 1929)
- 1982 - Carlos Pereira, calciatore portoghese (n. 1910)
- 1983 - Satsuo Yamamoto, regista giapponese (n. 1910)
- 1984 - Federico Fontanive, anarchico italiano (n. 1905)
- 1984 - Li Weihan, politico cinese (n. 1896)
- 1984 - Percy Mayfield, cantante statunitense (n. 1920)
- 1984 - Paul Felix Schmidt, scacchista e chimico estone (n. 1916)
- 1985 - János Drapál, pilota motociclistico ungherese (n. 1948)
- 1985 - Josef Fath, calciatore tedesco (n. 1911)
- 1985 - Luigi Ganelli, allenatore di calcio e calciatore italiano (n. 1920)
- 1985 - Willem Johan van Bloomestein, ingegnere olandese (n. 1905)
- 1986 - Heinz Strehl, calciatore tedesco (n. 1938)
- 1987 - Metaksia Simonyan, attrice armena (n. 1926)
- 1987 - Živko Čingo, scrittore macedone (n. 1935)
- 1988 - Alfred Kelbassa, calciatore tedesco occidentale (n. 1925)
- 1988 - Pauline Lafont, attrice francese (n. 1963)
- 1988 - Jean-Pierre Ponnelle, scenografo, costumista e regista teatrale francese (n. 1932)
- 1988 - Anne Ramsey, attrice statunitense (n. 1929)
- 1989 - Ole Bardahl, imprenditore norvegese (n. 1902)
- 1989 - Pierpaolo Luzzatto Fegiz, statistico italiano (n. 1900)
- 1989 - John Meillon, attore australiano (n. 1934)
- 1990 - Gustavo Gaviria, criminale colombiano (n. 1946)
- 1990 - Charles Marquis Warren, regista, sceneggiatore e produttore cinematografico statunitense (n. 1912)
- 1990 - David Wechsler, scrittore e sceneggiatore svizzero (n. 1918)
- 1991 - Alfred Dompert, siepista tedesco (n. 1914)
- 1991 - Gianmarco Mezzadri, calciatore e allenatore di calcio italiano (n. 1923)
- 1991 - Alan Spenner, bassista britannico (n. 1948)
- 1991 - Helmut Walcha, organista, clavicembalista e compositore tedesco (n. 1907)
- 1992 - Oreste Marini, pittore e critico d'arte italiano (n. 1909)
- 1992 - Mario Nigro, pittore italiano (n. 1917)
- 1992 - Giovanni Torrisi, ammiraglio italiano (n. 1917)
- 1993 - Ugo Bonzano, calciatore e allenatore di calcio italiano (n. 1903)
- 1994 - Gordon Cullen, urbanista britannico (n. 1914)
- 1994 - Peter Cushing, attore britannico (n. 1913)
- 1994 - Pedro Temudo, calciatore portoghese (n. 1907)
- 1995 - Alonzo Church, matematico e logico statunitense (n. 1903)
- 1995 - Phil Harris, attore, musicista e doppiatore statunitense (n. 1904)
- 1996 - Abdulichat Umarovič Abbasov, ammiraglio sovietico (n. 1929)
- 1996 - Rafael Kubelík, compositore e direttore d'orchestra ceco (n. 1914)
- 1996 - Izidor Predan, giornalista, scrittore e poeta italiano (n. 1932)
- 1996 - Dave Ricketts, pistard e ciclista su strada britannico (n. 1920)
- 1996 - Baba Vanga, mistica bulgara (n. 1911)
- 1997 - Luigi Mennini, dirigente pubblico italiano
- 1998 - Lino Cauzzo, calciatore italiano (n. 1924)
- 1998 - Luigi Lombardini, magistrato italiano (n. 1935)
- 1999 - Henk Chin A Sen, politico surinamese (n. 1934)
- 1999 - Dickie Davis, calciatore inglese (n. 1922)
- 1999 - Robert Dorfmann, produttore cinematografico francese (n. 1912)
- 1999 - Luz Machado, scrittrice, giornalista e politica venezuelana (n. 1916)
- 1999 - Mimi Pollak, attrice e regista svedese (n. 1903)
- 2000 - Constantin Zureyq, politologo siriano (n. 1909)

## XXI secolo(128)
- 2001 - Eliahu Amiel, cestista e allenatore di pallacanestro israeliano (n. 1925)
- 2001 - Carlos Hank González, politico messicano (n. 1927)
- 2001 - Isidoro Malmierca Peoli, politico, giornalista e rivoluzionario cubano (n. 1930)
- 2002 - Nancy Chaffee, tennista statunitense (n. 1929)
- 2002 - Gaetano Conti, calciatore italiano (n. 1919)
- 2002 - Jiří Kolář, artista, poeta e scrittore ceco (n. 1914)
- 2002 - Viktor Vlasov, cestista sovietico (n. 1925)
- 2003 - Roger Antoine, cestista francese (n. 1929)
- 2003 - Herb Brooks, hockeista su ghiaccio e allenatore di hockey su ghiaccio statunitense (n. 1937)
- 2003 - Sean Byrne, calciatore irlandese (n. 1955)
- 2003 - Luciano Giunti, arbitro di calcio italiano (n. 1930)
- 2003 - Diana Mitford, inglese (n. 1910)
- 2003 - Elisabeth Pletscher, attivista svizzera (n. 1908)
- 2003 - Joseph Ventaja, pugile francese (n. 1930)
- 2004 - Bjarne Andersson, fondista svedese (n. 1940)
- 2004 - Armand Borel, matematico svizzero (n. 1923)
- 2004 - Margaret Kelly Leibovici, ballerina e produttrice teatrale irlandese (n. 1910)
- 2004 - Mária Kišonová-Hubová, soprano slovacco (n. 1915)
- 2005 - Manfred Korfmann, archeologo tedesco (n. 1942)
- 2005 - Francisco Lesmes, calciatore e allenatore di calcio spagnolo (n. 1924)
- 2006 - Giacinto Auriti, giurista e saggista italiano (n. 1923)
- 2006 - Paolo Calafiore, pittore, scultore e scrittore italiano (n. 1928)
- 2006 - Mike Douglas, cantante e attore statunitense (n. 1925)
- 2006 - Mazisi Kunene, scrittore e poeta sudafricano (n. 1930)
- 2006 - Hina Saleem, pakistana (n. 1985)
- 2007 - Franz Antel, regista, sceneggiatore e produttore cinematografico austriaco (n. 1913)
- 2007 - Maurice Boitel, pittore francese (n. 1919)
- 2007 - Ramiro de León, cestista e allenatore di pallacanestro uruguaiano (n. 1938)
- 2007 - Alessandra Finesso, nuotatrice italiana (n. 1956)
- 2007 - Tristan Sauer, pallanuotista svizzero (n. 1920)
- 2007 - Motosuke Takahashi, regista e animatore giapponese (n. 1941)
- 2007 - Hal Van Every, giocatore di football americano statunitense (n. 1918)
- 2008 - John Bull, astronauta statunitense (n. 1934)
- 2008 - Anatolij Chrapatyj, sollevatore sovietico (n. 1963)
- 2008 - Mario Feliciani, attore e doppiatore italiano (n. 1918)
- 2008 - George Furth, librettista, drammaturgo e attore statunitense (n. 1932)
- 2008 - Fred Sinowatz, politico austriaco (n. 1929)
- 2008 - Ezio Tettamanti, calciatore italiano (n. 1938)
- 2009 - Gian Maria Gazzaniga, giornalista italiano (n. 1927)
- 2009 - Eunice Kennedy Shriver, statunitense (n. 1921)
- 2009 - Valerio Lazarov, produttore televisivo rumeno (n. 1935)
- 2009 - Henri Massal, ciclista su strada francese (n. 1921)
- 2009 - Kirby Minter, cestista statunitense (n. 1929)
- 2010 - Vinicio Boffi, matematico italiano (n. 1927)
- 2010 - Dino Crocco, musicista e conduttore televisivo italiano (n. 1932)
- 2010 - Bruno Ferretti, fisico italiano (n. 1913)
- 2010 - Vasil' Kliment'jev, giornalista ucraino (n. 1943)
- 2010 - Nick Nicholson, attore statunitense (n. 1952)
- 2010 - Dan Rostenkowski, politico statunitense (n. 1928)
- 2010 - Zofia Wardyńska, pallavolista e cestista polacca (n. 1919)
- 2010 - Kurt Zapf, calciatore tedesco orientale (n. 1929)
- 2011 - Robert Breer, regista statunitense (n. 1926)
- 2011 - Don Chandler, giocatore di football americano statunitense (n. 1934)
- 2011 - Vincenzo Croce, astrofisico, scrittore e divulgatore scientifico italiano (n. 1932)
- 2011 - George Devol, inventore e imprenditore statunitense (n. 1912)
- 2011 - Antonio Filograna, imprenditore e dirigente sportivo italiano (n. 1923)
- 2011 - Ignacio Flores, calciatore messicano (n. 1953)
- 2011 - Jani Lane, cantante statunitense (n. 1964)
- 2011 - Bob Shamansky, politico statunitense (n. 1927)
- 2011 - Mark Sinyangwe, calciatore zambiano (n. 1979)
- 2012 - Michael Dokes, pugile statunitense (n. 1958)
- 2012 - Phil Kelly, calciatore irlandese (n. 1939)
- 2012 - Henning Moritzen, attore danese (n. 1928)
- 2012 - Susan Weiner, politica statunitense (n. 1946)
- 2013 - Nello Ajello, giornalista e saggista italiano (n. 1930)
- 2013 - Raymond Delisle, ciclista su strada francese (n. 1943)
- 2013 - Antonio Fantini, politico italiano (n. 1936)
- 2013 - Domenico Raffaello Lombardi, avvocato e politico italiano (n. 1928)
- 2013 - Lamberto Puggelli, attore e regista teatrale italiano (n. 1938)
- 2013 - Giovanni Rocca, velocista italiano (n. 1929)
- 2013 - Judit Temes, nuotatrice ungherese (n. 1930)
- 2014 - Franco Assante, politico italiano (n. 1923)
- 2014 - Vladimir Beara, calciatore e allenatore di calcio jugoslavo (n. 1928)
- 2014 - Samuel Hall, tuffatore e politico statunitense (n. 1937)
- 2014 - Stelio Nardin, calciatore italiano (n. 1939)
- 2014 - Nadežda Patrakeeva-Andreeva, sciatrice alpina sovietica (n. 1959)
- 2014 - Pierre Ryckmans, scrittore, saggista e critico letterario belga (n. 1935)
- 2014 - Franca Tamantini, attrice italiana (n. 1931)
- 2014 - Robin Williams, attore e comico statunitense (n. 1951)
- 2015 - Harald Nielsen, calciatore danese (n. 1941)
- 2016 - Francesco Sgalambro, vescovo cattolico italiano (n. 1934)
- 2016 - Glenn Yarbrough, cantautore statunitense (n. 1930)
- 2016 - Hamdī al-Banbī, politico e ingegnere egiziano (n. 1935)
- 2017 - Luiz Vicente Bernetti, vescovo cattolico italiano (n. 1934)
- 2017 - Carlos Boismené, allenatore di pallacanestro argentino (n. 1938)
- 2017 - Francesco Gianniti, giurista e umanista italiano (n. 1921)
- 2017 - Maximiliano Gómez Torres, cestista panamense (n. 1975)
- 2017 - Yisrael Kristal, supercentenario polacco (n. 1903)
- 2017 - Terele Pávez, attrice spagnola (n. 1939)
- 2018 - Terry A. Davis, programmatore statunitense (n. 1969)
- 2018 - Vidiadhar Surajprasad Naipaul, scrittore trinidadiano (n. 1932)
- 2019 - Dejan Čurović, calciatore serbo (n. 1968)
- 2019 - Gaspare Jean, medico, ematologo e politico italiano (n. 1935)
- 2019 - Barbara March, attrice canadese (n. 1953)
- 2019 - Wálter Martínez, calciatore honduregno (n. 1982)
- 2019 - Sergio Obeso Rivera, cardinale e arcivescovo cattolico messicano (n. 1931)
- 2019 - Emil Svoboda, calciatore cecoslovacco (n. 1926)
- 2020 - Nedo Fagni, ciclista su strada italiano (n. 1931)
- 2020 - Oliviu Gherman, fisico, politico e diplomatico rumeno (n. 1930)
- 2020 - Ivan Kolev, allenatore di pallacanestro bulgaro (n. 1933)
- 2020 - Trini Lopez, cantante, chitarrista e attore statunitense (n. 1937)
- 2020 - Jo Pestum, scrittore e sceneggiatore tedesco (n. 1936)
- 2020 - Michel Van Aerde, ciclista su strada belga (n. 1933)
- 2021 - Marco Borradori, politico svizzero (n. 1959)
- 2021 - Peter Fleischmann, regista tedesco (n. 1937)
- 2021 - Gianluigi Gelmetti, direttore d'orchestra e compositore italiano (n. 1945)
- 2021 - Adela Forestello, attivista argentina (n. 1923)
- 2022 - Darius Campbell, cantautore, attore e produttore cinematografico britannico (n. 1980)
- 2022 - Anne Heche, attrice statunitense (n. 1969)
- 2022 - Hanae Mori, stilista giapponese (n. 1926)
- 2022 - Manuel Ojeda, attore messicano (n. 1940)
- 2022 - Jean-Jacques Sempé, illustratore francese (n. 1932)
- 2022 - Dave Tomassoni, politico e hockeista su ghiaccio statunitense (n. 1952)
- 2022 - József Tóth, calciatore ungherese (n. 1951)
- 2023 - Nikolaj Marinčevski, schermidore bulgaro (n. 1957)
- 2023 - Alexandru Penciu, rugbista a 15, allenatore di rugby a 15 e dirigente sportivo rumeno (n. 1932)
- 2023 - Fabrizio Pesando, archeologo italiano (n. 1958)
- 2023 - Gregg Tafralis, pesista statunitense (n. 1958)
- 2024 - Mario Brunetti, politico, giornalista e scrittore italiano (n. 1932)
- 2024 - Petko A. Petkov, compositore di scacchi bulgaro (n. 1942)
- 2024 - Noël Treanor, arcivescovo cattolico e diplomatico irlandese (n. 1950)
- 2025 - Mario Forte, politico italiano (n. 1936)
- 2025 - Claude Gasnal, cestista francese (n. 1949)
- 2025 - Sheila Jordan, cantautrice statunitense (n. 1928)
- 2025 - Benő Káposzta, calciatore ungherese (n. 1942)
- 2025 - Celso Garrido Lecca, compositore peruviano (n. 1926)
- 2025 - Alfredo Messina, politico italiano (n. 1935)
- 2025 - Miguel Uribe Turbay, politico colombiano (n. 1986)

## Senza anno specificato(1)
- Gaugerico di Cambrai, vescovo francese